# Монетный двор Болгарии

10 стотинок 1999 года, отчеканенные на монетном дворе Болгарии

Монетный двор Болгарии (болг. Монетен двор на България, официально — Еднолично акционерно дружество «Монетен двор») — коммерческая компания, единственным собственником которой является Болгарский народный банк. Официально открыт 28 июля 1952 года.
Двор чеканит монеты болгарского лева, а также памятные монеты и медали других стран.
Монетный двор производит также медали, ордена и другие почётные знаки, в том числе и по указанию президента, министерства обороны и Министерства внутренних дел Болгарии.
В год открытия монетный двор выпустил бронзовые стотинки и стотинки из меди/никеля одинакового дизайна. С 1962 года болгарские монеты чеканятся из разнообразнейших сплавов (медь/никель/алюминий, латунь и пр.). Позже налаживается выпуск орденов, медалей. С 1965 года двором также производится ювелирная продукция. Первые платиновые коммеморативные монеты появились в 1994 году, они посвящены Боянской церкви — наследию ЮНЕСКО.
Ныне монетный двор Болгарии состоит из отделов: инструментального (заготовка макетов, штемпелей, вспомогательного инструмента, штампов); монетного (штамповка монет); отдела орденов; отдела значков, медалей, знаков отличия, изделий, инкрустированных драгоценными, полудрагоценными камнями. После принятия Болгарии в ЕС денежный двор начнёт чеканить болгарские евромонеты, дизайн которых сейчас разрабатывается.